# Лочинські (герб)
Лочинські − графський герб, різновид герба Наленч, отриманий в Галичині.

## Опис герба
Описи з використанням принципів блазонування, запропонованих Альфредом Знамієровським:
У червоному полі покладена в коло срібна пов'язка з опущеними кінцями, що пов'язана внизу. Над щитом графська корона, над якою шолом з короною та клейнодом: діва в червоному одязі, з пов'язкою на розпущеному волоссі, між двома рогами оленя, які тримає в руках.

## Найбільш ранні згадки
Надано титул графа генералові Йозефові Лочинському з Галичини 6 листопада 1783 року з предками hoch- i wohlgeboren (високонароджений і вельможний). Підставою титулу був патент від 1775 року, висновок перед Комісією Магнатів, заслуги перед імператорським домом, наявній гідності в Польщі і в Галичині.

## Herbowni
Одна сім'я роду: графи Лочинські (Łączyński).